# Pożegnanie z diabłem
Pożegnanie z diabłem – polski film sensacyjno-obyczajowy z 1956 roku w reżyserii Wandy Jakubowskiej.

## Obsada aktorska
- Ignacy Gogolewski – Antoni Łuczak, reporter Trybuny Ludu
- Alicja Sędzińska – Franka Leśniak
- Ryszard Wojciechowski – Janicki, przewodniczący komisji partyjnej w Piaskach
- Jadwiga Andrzejewska – Zofia Janicka
- Stefan Śródka – Józef Gil
- Antonina Gordon-Górecka – Gilowa
- Tadeusz Białoszczyński – Jan (lub Józef; padają oba imiona) Bartoszek
- Anna Jaraczówna – Bartoszkowa
- Katarzyna Łaniewska – Bartoszkówna
- Mieczysław Stoor – Jaś Rubach
- Henryk Borowski – Maciej Rubach, ojciec Jasia
- Stanisław Kwaskowski – Czumak, przewodniczący Gromadzkiej Rady Narodowej w Piaskach
- Julian Składanek – ksiądz
- Kazimierz Fabisiak – adwokat Glocerek
- Wiktor Nanowski – sędzia śledczy
- Stanisław Milski – lekarz psychiatra
- Ignacy Machowski – prokurator
- Janusz Paluszkiewicz – przewodniczący sądu

i in. 

## Fabuła
Łuczak, dziennikarz Trybuny Ludu, zainspirowany anonimem jaki dotarł do redakcji, wyrusza do podlubelskiej wsi Piaski z której pochodzi, celem rozwikłania zagadki morderstwa jego ojca. Według miejscowych grasuje tam diabeł, którego ofiarą jest m.in. ojciec Łuczaka – postępowy chłop, pragnący wbrew kułakom założyć spółdzielnię. Początkowo śledztwo, wobec lokalnej zmowy milczenia, nie przynosi rezultatów. Jednak z czasem wsteczniacy-zabójcy zostają ujawnieni i czeka ich sprawiedliwy proces.